# Campeonato Europeo de Gimnasia Artística de 1989
El XVIII Campeonato Europeo de Gimnasia Artística se celebró en dos sedes distintas: el concurso masculino en Estocolmo (Suecia) y el concurso femenino en Bruselas (Bélgica) en el año 1989. El evento fue organizado por la Unión Europea de Gimnasia (UEG).

## Resultados

### Masculino
| Evento                 | Oro                                           | Plata                                                         | Bronce                                        |
| ---------------------- | --------------------------------------------- | ------------------------------------------------------------- | --------------------------------------------- |
| Concurso completo ind. | Igor Korobchinski Unión Soviética             | Valentin Mogilni Unión Soviética                              | Holger Behrendt República Democrática Alemana |
| Suelo                  | Igor Korobchinski Unión Soviética             | Cristian Brezeanu · Rumania ·                                 | Holger Behrendt República Democrática Alemana |
| Caballo con arcos      | Valentin Mogilni Unión Soviética              | Andreas Wecker República Democrática Alemana                  | Kalofer Jristozov Bulgaria                    |
| Anillas                | Holger Behrendt República Democrática Alemana | Vitaliy Maranich Unión Soviética                              | Andreas Aguilar Alemania Occidental           |
| Salto de potro         | Valentin Mogilni Unión Soviética              | Gyula Takács · Hungría ·                                      | Marius Gherman · Rumania ·                    |
| Paralelas              | Kalofer Jristozov Bulgaria                    | Andreas Wecker República Democrática Alemana                  | Valentin Mogilni Unión Soviética              |
| Barra fija             | Andreas Wecker República Democrática Alemana  | Vitali Marinich · Unión Soviética · Nicuşor Pascu · Rumania · |                                               |

### Femenino
| Evento                 | Oro                                                                 | Plata                                                          | Bronce                                                  |
| ---------------------- | ------------------------------------------------------------------- | -------------------------------------------------------------- | ------------------------------------------------------- |
| Concurso completo ind. | Svetlana Boginskaya Unión Soviética                                 | Daniela Silivaş · Rumania ·                                    | Olga Strazheva Unión Soviética                          |
| Salto de potro         | Svetlana Boginskaya Unión Soviética                                 | Milena Mavrodleva Bulgaria                                     | Cristina Bontaş · Rumania ·                             |
| Barras asimétricas     | Henrietta Ónodi · Hungría ·                                         | Daniela Silivaş · Rumania · Olga Strazheva · Unión Soviética · |                                                         |
| Barra                  | Olesia Dudnil · Unión Soviética · Gabriela Potorac · Rumania ·      |                                                                | Daniela Silivaş · Rumania ·                             |
| Suelo                  | Svetlana Boginskaya · Unión Soviética · Daniela Silivaş · Rumania · |                                                                | Henrietta Ónodi · Hungría · Cristina Bontaş · Rumania · |

## Medallero
| Núm. | País     | Oro | Plata | Bronce | Total |
| ---- | -------- | --- | ----- | ------ | ----- |
| 1    | URSS     | 8   | 4     | 2      | 14    |
| 2    | Rumania  | 2   | 4     | 4      | 10    |
| 3    | RDA      | 2   | 2     | 2      | 6     |
| 4    | Bulgaria | 1   | 1     | 1      | 3     |
| 4    | Hungría  | 1   | 1     | 1      | 3     |
| 6    | RFA      | 0   | 0     | 1      | 1     |
|      | TOTAL    | 14  | 12    | 11     | 37    |